# Visteon Dockable Entertainment
El Visteon Dockable Entertainment System (oficialmente conocido como Dockable Entertainment featuring Game Boy Advance ) fue un reproductor de DVD portátil creado por la empresa Visteon en 2006 para el mercado estadounidense a un con un precio de $1299 USD .  El reproductor descata entre todos los demás por tener la capacidad de reproducir juego de Game Boy Advance y además por tener una licencia oficial de Nintendo, ya que Visteon se asoció con Nintendo para anunciar el producto en CES 2006 .  Inicialmente previsto salir en abril, el producto se retrasó hasta mayo antes de lanzarse finalmente en julio de ese año.    Para celebrar el lanzamiento del producto, Visteon organizó un concurso de fotografía y escritura. 
El dispositivo no se vendió en tiendas generales, sino en tiendas de concesionarios de automóviles en combinación con un soporte  para acoplarlo en el techo del carro, o ya venia equipado en algunos modelos selectos de ciertos vehículos. 
El 1 de abril de 2008, Visteon presentó un modelo integrado en el  reposacabezas de cualquier carro con  por 1.699 dólares.   Más tarde ese año, la compañía expresó interés de expandir su gama productos para incluir plataformas como Nintendo DS y Wii, aunque ninguno de los dos se materializó. 

## Especificaciones de hardware
La versión más común para montaje en techo está basada en un reproductor de DVD portátil Visteon XV101 y comparte gran parte de las especificaciones  excepto en aquellas relacionadas con la compatibilidad con Game Boy Advance.
- Pantalla LCD abatible hacia abajo de 10,2"
- Puerto auxiliar de 6 pines
- Puerto de infrarrojos
- Unidad de DVD
- Ranura para cartuchos de Game Boy Advance

Además de la función llamativa, el reproductor contaba con un control inalámbrico ( gamepad Sky Active modificado), unos auriculares inalámbricos, un control remoto y compatibilidad de reproducción de  CD MP3 y WMA . 
La diferencia del modelo de reposacabezas era una pantalla LCD TFT de 7 ", botones para las funciones de  DVD retroiluminados, un control remoto, auriculares y controlador de juegos adicionales. 
Ninguna versión era compatible con los juegos de Game Boy o Game Boy Color. no se conocen ventas exactas 